# Sulle tracce del condor
Sulle tracce del condor è un film del 1990 diretto da Sergio Martino con lo pseudonimo di Martin Dolman.
La pellicola vede come protagonista Daniel Greene.

## Trama
Un tesoro nascosto tra le montagne del Sud America ed un gruppo di uomini disposti a tutto... sulle tracce del "Condor", un aereo da turismo su cui era fuggito Xao Ling, ex governatore di Pechino ai tempi della rivoluzione maoista.
I gioielli del tesoro imperiale sono il ricco bottino che Mark Lester e Steve Roberts sono decisi a ritrovare, a qualunque costo.